# الانسیک، سینسیک
الانسیک، سینسیک (به لاتین: Alancık, Sincik) یک منطقهٔ مسکونی در ترکیه است که در استان آدیامان واقع شده‌است.